# Communication optique
La communication optique désigne les télécommunications utilisant des moyens, matériaux ou instruments d'optique.

## Histoire
Le 6 octobre 2009, le prix Nobel de physique est attribué à l'Américano-Britannique Charles Kao pour « une avancée dans le domaine de la transmission de la lumière dans les fibres pour la communication optique » ainsi que l'Américano-Canadien Willard Boyle et l'Américain George Smith pour « l'invention d'un circuit semi-conducteur d'images, le capteur CCD ».

## Signaux de fumée
Un signal de fumée est une forme de communication optique utilisée sur de longues distances, développée en Amérique et en Chine.

## Fibre optique
Une fibre optique est un fil dont l’âme, très fine et faite de verre ou de plastique, a la propriété de conduire la lumière et sert pour la fibroscopie, l'éclairage ou la transmission de données numériques. Elle offre un débit d'information nettement supérieur à celui des câbles coaxiaux et peut servir de support à un réseau « large bande » par lequel transitent aussi bien la télévision, le téléphone, la visioconférence ou les données informatiques. Le principe de la fibre optique date du début du XXe siècle mais ce n'est qu'en 1970 qu'est développée une fibre utilisable pour les télécommunications, dans les laboratoires de l'entreprise américaine Corning Glass Works (actuelle Corning Incorporated).

## Télécommunications optiques spatiales
Les télécommunications optiques spatiales sont une catégorie de télécommunications spatiales reposant sur l'utilisation de laser pour la transmission des données. Cette technique permet d'accroitre considérablement le débit par rapport aux liaisons radio, grâce à la fréquence élevée du signal et de la divergence réduite du faisceau optique émis par le laser, tout en réduisant la puissance électrique nécessaire ainsi que la masse et le cout des équipements de télécommunications. Les télécommunications optiques spatiales constituent une des applications des communications optiques en espace libre. L'utilisation du laser dans ce contexte se heurte toutefois à la nécessité d'un pointage extrêmement précis depuis un support se déplaçant éventuellement à grande vitesse par rapport au récepteur et lorsque ce dernier se trouve au sol à des problèmes de transparence de l'atmosphère qui peuvent interdire toute liaison durant une fraction significative de l'année. Malgré ces contraintes les premières utilisations opérationnelles se développent au cours de la deuxième moitié de la décennie 2010 après une longue période d'expérimentation de solutions techniques qui se poursuit toujours en 2023.
Le recours aux liaisons optiques vise à répondre à différents contextes : croissance du volume des données transmises par la charge utile embarquée sur les satellites (relais radio, instruments scientifiques, caméras, radars,...), recherche d'une réduction des couts des équipements de télécommunications et de la taille des satellites, maintien d'un débit significatif lorsque l'engin spatial se trouve à grande distance de la Terre. Les liaisons optiques peuvent s'appliquer à différentes configurations : liaison directe entre satellite et station au sol ou via un satellite géostationnaire jouant le rôle de relais, liaison entre satellites circulant sur une orbite basse (constellation de satellites de télécommunications), liaison entre une  sonde spatiale circulant dans le système solaire et la Terre avec des distances se chiffrant en centaines de millions de kilomètres.